# Norops barkeri
Norops barkeri este o specie de șopârle din genul Norops, familia Polychrotidae, descrisă de Schmidt 1939. A fost clasificată de IUCN ca specie vulnerabilă. Conform Catalogue of Life specia Norops barkeri nu are subspecii cunoscute.